# Modest fashion

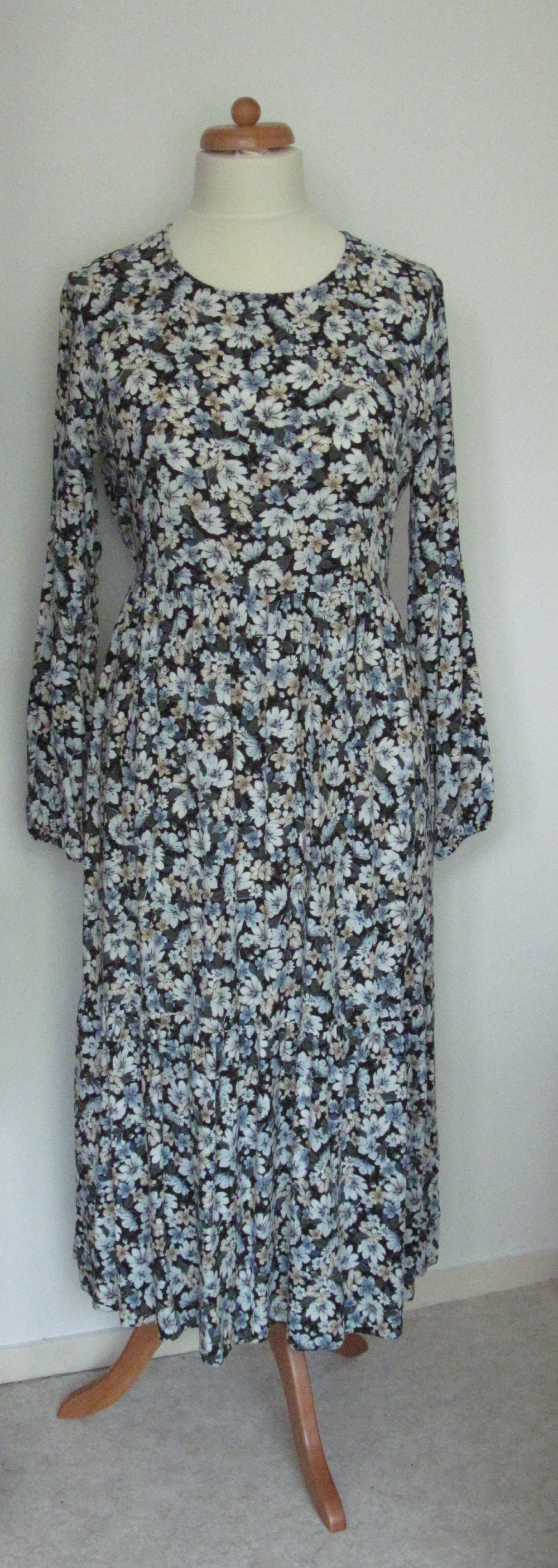
Maxi-jurk in modest fashionstijl van C&A, 2020

Modest fashion (Engels, 'bescheiden' mode) is mode bedoeld voor vrouwen die kleding willen dragen die de huid meer bedekt dan de reguliere modetrends dicteren.
In de jaren 10 van de 21ste eeuw kwam deze modetrend op in islamitische landen (met als centrum Dubai) en richtte zich in eerste instantie wereldwijd op modebewuste moslima's, waarna de trend ook populair werd onder orthodoxe joden, hindoes en christenen. Ook niet-religieuze vrouwen die zich niet prettig voelen in kleding die veel huid onbedekt laat kiezen voor modest fashion. Daarnaast is er een groep vrouwen die bewust voor modest fashion kiest uit afwijzing van het seksualiseren van het vrouwelijk lichaam door de mode-industrie. Ontwikkelingen als de MeToo-beweging leidden bij hen tot aandacht voor een "esthetiek die niet ontworpen is om tegemoet te komen aan de mannelijke blik". Modest fashion brengt de vanzelfsprekendheid dat hippe mode 'bloot' moet zijn ter sprake, evenals het gegeven dat de meeste mode voor vrouwen voornamelijk wordt ontworpen door mannen, die met hun ontwerpen een specifiek mannelijke visie op het vrouwelijk lichaam geven.
Dankzij het interculturele aspect verbindt modest fashion vrouwen van verschillende religies en culturele achtergronden, die elkaar op de sociale media in een gedeelde interesse vinden. Modest fashion is snel populair geworden door influencers. In 2020 werd de jaarlijkse omzet van de modest fashionindustrie geschat op 480 miljard dollar.
Het Engelse modest fashion is moeilijk vertaalbaar: het Nederlandse 'stemmige' of 'ingetogen' mode voldoet niet en ook de termen 'bedekkende' of 'verhullende' mode dekken de lading maar deels. Daarom wordt in dit artikel de Engelse term gehanteerd.

## Kenmerken

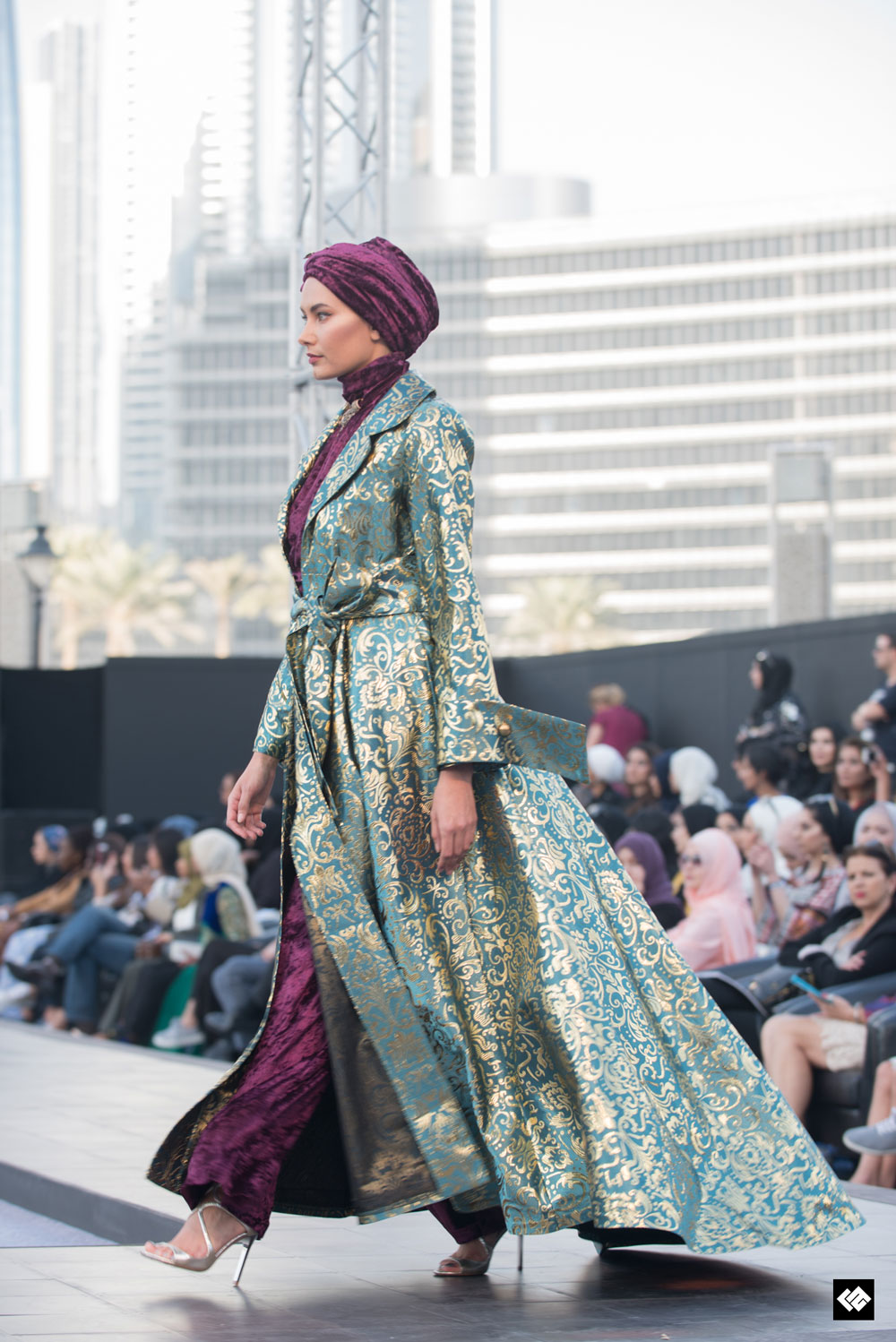
Modest Fashion Week Dubai, 2017

De exacte interpretatie van modest fashion varieert tussen culturen en landen. Er is geen eenduidige interpretatie omdat deze wordt beïnvloed door de sociaal-culturele kenmerken van elk land, en de uitingsvorm van modest fashion verschilt dan ook van land tot land. Het gaat in de regel om kleding die comfortabel valt, meestal enigszins tot sterk figuurverhullend is, de armen en benen grotendeels bedekt, geen lage halslijnen of decolleté heeft en geen gebruik maakt van doorzichtige stof en splitten, zonder dat dit impliceert dat de kleding onopvallend of conservatief is. In plaats van dat het kledingstuk de vormen van het lichaam benadrukt, trekt het kledingstuk zélf alle aandacht.
Karakteristiek voor de modest fashionindustrie is dat deze vrijwel geheel door vrouwen wordt geleid.
Grote modemerken als Dolce e Gabbana, H&M, Zara en Mango hebben modest fashion in hun collectie opgenomen. Ook hebben couturiers als Karl Lagerfeld, Valentino en Oscar de la Renta hun haute couturejurken aangepast aan de wensen van klanten uit het Midden-Oosten. Overigens hoeft modest fashion niet alszodanig gelabeld te worden: sommige kledingmerken hebben standaard een kledinglijn die aan de kenmerken van modest fashion voldoet.

## Opvattingen

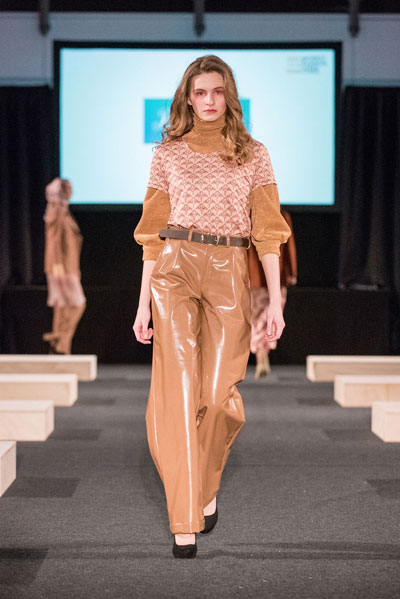
Modest Fashion Week Amsterdam, 2019

Een opvatting onder moslim- en joodse vrouwen is dat modest fashion een vorm van empowerment is waardoor ze meer keuzevrijheid hebben. Witte feministen en voormalig onderdrukte moslima's brengen hier tegenin dat het concept modest fashion juist de onderdrukking van vrouwen bevestigt, zoals het dragen van een hoofddoek dat in hun ogen ook doet.
Feit is dat modest fashion niet 'bescheiden' is door kleurloos en onopvallend te zijn, maar vrouwen juist nadrukkelijk modieus laat opvallen en hierdoor voor vrouwen een middel is tot zelfexpressie. In sommige conservatieve islamitische kringen bestaat daarom controverse over de influencers die de mode etaleren: volgens de Koran dienen gelovigen hun blik neer te slaan en bescheiden te zijn, wat niet in overeenstemming is met influencers die foto's van zichzelf delen met miljoenen volgers.